# Little Rock, Arkansas
Little Rock este capitala statului Arkansas, din Statele Unite ale Americii.

## Personalități născute aici
- Broncho Billy Anderson (1880 - 1971), actor, scenarist;
- Jay C. Flippen (1899 - 1971), actor;
- Don Pendleton (1927 - 1995), scriitor;
- Carlos Hathcock (1942 - 1999), sergent în United States Marine Corps;
- Keena Rothhammer (n. 1957), înotătoare;
- George Newbern (n. 1964), actor;
- Josh Lucas (n. 1971), actor;
- John LeCompt (n. 1973), chitarist;
- David Hodges (n. 1978), muzician;
- Jermain Taylor (n. 1978), pugilist;
- Will Boyd (n. 1979), chitarist;
- Chelsea Clinton (n. 1980), fiica președintelui Bill Clinton;
- Ben Moody (n. 1981), chitarist;
- John M. Jumper (n. 1985), om de știință, Premiul Nobel pentru Chimie